# Stazione di Musashi-Koyama
La stazione di Musashi-Koyama (武蔵小山駅?, Musashi-Koyama-eki) è una stazione ferroviaria di Tokyo che si trova nel quartiere di Shinagawa ed è servita dalla linea ● Meguro della Tōkyū Corporation.

## Linee
Tōkyū Corporation
● Linea Tōkyū Meguro

## Struttura
La stazione è costituita da quattro binari passanti sotterranei, con due marciapiedi a isola protetti da porte di banchina.
| 1-2 | ● Linea Meguro |  | per Ōokayama, Tamagawa, Musashi-Kosugi e Hiyoshi                                                                                        |
| 3-4 | ● Linea Meguro |  | per Meguro e, via linea Namboku, Akabane-Iwabuchi, via ferrovia Rapida di Saitama, Urawa-Misono e, via linea Mita, Nishi-Takashimadaira |

## Stazioni adiacenti
| «                  | Servizio           | »                  |
| Linea Tōkyū Meguro | Linea Tōkyū Meguro | Linea Tōkyū Meguro |
| ------------------ | ------------------ | ------------------ |
| Fudōmae            | Locale             | Nishi-Koyama       |
| Meguro             | Espresso           | Ōokayama           |